# Pogorzel (powiat sokołowski)
Pogorzel – wieś w Polsce położona w województwie mazowieckim, w powiecie sokołowskim, w gminie Sokołów Podlaski. Ma status sołectwa.
W latach 1975–1998 miejscowość należała administracyjnie do województwa siedleckiego.
Mieszkańcy wyznania rzymskokatolickiego należą do parafii św. Wojciecha w Skibniewie-Podawcach.
Wieś była własnością rodziny szlacheckiej, którą tworzyły dwie grupy braci (zapewne stryjecznych). Pierwsi z nich to Maciej i Stanisław, którzy byli zwani „Kuszowicze” lub „Kuszowięta”, co oznacza, że byli potomkami Kusza, czyli Jakuba. Ich bratem był jeszcze Piotr, którego nie spotykamy jako żyjącego, lecz w latach 1473-1477 występował tylko jego syn Paweł. Stanisław wymieniany był w latach 1473-1477. Jego synami byli Andrzej i Wojciech Pogorzelscy poświadczeni od 1476 r. Maciej - brat Stanisława występował w latach 1473-1480. W 1480 pojawiają się w księgach Pogorzelski Maciej i pracowici: Paweł „Lastuka” i „Dusa”. W 1486 urodzony Wodyński herbu Kościesza pozwał Andrzeja i Stanisława z Pogorzeli za naruszanie jego dóbr w lesie orzeszowskim. W roku 1492 odnotowano w księgach kolejną sprawę Wodyńskiego przeciwko Pogorzelskiemu. W 1494 r. starosta drohicki nałożył wadium pomiędzy Stanisława Wodyńskiego i jego synów herbu Kościesza oraz pomiędzy Zygmunta i jego synów: Wojciecha, Andrzeja, Mikołaja i ich wszystkich krewnych z Pogorzeli herbu Prus. W „Wywodach Szlachectwa” Semkowicz wynotował: „Vadium Vodynski-Pogorzel centum sexagenas duci, decem capitaneo, iuri tres marcas et actori tres, inter partes videlicet Stanisłaum Vodynski et filios ac fratres ipsius de clenodio Cosczyesche ab una et nobilem Sigismundum et filios ipsius Albertum, Andream, Nicolaum et communiter inter  omnes participes de Pogorzel et inter omnes fratrem ipsorum de clenodio Pruschy”.
W 1528 rok na popis wojenny Województwa Podlaskiego Pogorzelscy wystawili 3 konie.
Urodził się tu Feliks Pogorzelski – kapitan rezerwy uzbrojenia Wojska Polskiego, kawaler Krzyża Walecznych, ofiara zbrodni katyńskiej.